# بیمارستان دکتر شریعتی (بندرعباس)
بیمارستان دکتر شریعتی واقع در بخش مرکزی شهرستان بندرعباس در جنوب ایران است. این بیمارستان در شهر بندرعباس بلوار شهید ناصر واقع شده و بیمارستانی دانشگاهی، آموزشی است.

## تأسیس
«بیمارستان دکتر شریعتی» در سال ۱۳۶۷ خورشیدی باظرفیت ۱۳۰تخت ثابت، تأسیس شده است، و در حال حاضر۹۶ تخت دایر دارد.

## تخصصها
تخصصها وبخش‌های موجود در این بیمارستان عبارت‌اند از:
- زنان و زایمان
- بخش نوزادان
- بخش NICU
- بخش ICU
- آزمایشگاه
- رادیولوژی
- پاتولوژی
- درمانگاه تخصصی زنان و اطفال